# Myiopharus infernalis
Myiopharus infernalis är en tvåvingeart som först beskrevs av Townsend 1919.  Myiopharus infernalis ingår i släktet Myiopharus och familjen parasitflugor. Inga underarter finns listade i Catalogue of Life.